# عکاشات
عکاشات (به عربی: عکاشات) یک منطقهٔ مسکونی در عراق است که در شهرستان رطبه واقع شده‌است. عکاشات ۵٬۰۰۰ نفر جمعیت دارد.